# Fawzi Moussouni
Fawzi Moussouni (ur. 8 kwietnia 1972 w Algierze) – algierski piłkarz grający na pozycji napastnika.

## Kariera klubowa
Karierę piłkarską Moussouni rozpoczął w klubie CR Belouizdad. W jego barwach zadebiutował w sezonie 1992/1993 w pierwszej lidze algierskiej. W 1995 roku zdobył z nim Puchar Algierii. Latem 1995 odszedł do MC Algier, gdzie grał do 1997 roku. W latach 1997–2001 był zawodnikiem Jeunesse Sportive de Kabylie. W latach 2000–2001 dwukrotnie z rzędu zdobył z nim Puchar CAF.
Latem 2001 roku Moussouni wyjechał do Francji i w sezonie 2001/2002 grał w drugoligowym US Créteil-Lusitanos. W 2002 roku wrócił do Algierii i w sezonie 2002/2003 występował w NA Hussein Dey. W sezonie 2003/2004 był piłkarzem JS El Biar, a w sezonie 2004/2005 - ponownie JS Kabylie. W latach 2005–2008 grał w OMR El Annasser, z którym w sezonie 2005/2006 wywalczył mistrzostwo Algierii. W sezonie 2008/2009 występował w USM Bel Abbès. W 2009 roku podpisał kontrakt z JSM Skikda.

## Kariera reprezentacyjna
W reprezentacji Algierii Moussouni zadebiutował w 1998 roku. W 2000 roku został powołany do kadry na Puchar Narodów Afryki 2000. Na tym turnieju rozegrał 4 mecze: z Demokratyczną Republiką Konga (0:0), z Gabonem (3:1), z Republiką Południowej Afryki (1:1 i gol) i ćwierćfinał z Kamerunem (1:2). W kadrze narodowej od 1998 do 2000 roku rozegrał 10 meczów i strzelił 1 gola.